# 世界名作コミック
世界名作コミック（せかいめいさくコミック）は、1976年から1979年にかけてユニコン出版から刊行された、名作文学を原作とした少女漫画の叢書。
新書判、ソフトカバー。全28冊。

## 一覧
出典は、国立国会図書館の簡易検索による。
1. 『若草物語』（北島洋子画、オルコット原作） 1976
2. 『ジェーン・エア』（牧美也子画、C・ブロンテ原作） 1976
3. 『はつ恋』（岡元敦子画、ツルゲーネフ原作） 1976
4. 『ハムレット』（粕谷紀子画、シェークスピア原作） 1976
5. 『オルレアンの少女』（峯岸ひろみ画、シラー原作） 1976
6. 『復活』（花村えい子画、トルストイ原作） 1976
7. 『女王クレオパトラ』（きさらぎ亜衣画、シェークスピア原作） 1976
8. 『フランダースの犬』（原田千代子画、ウィーダ原作） 1976
9. 『白鳥の湖』（宮下さゆり画） 1977
10. 『足ながおじさん』（北島洋子画 J・ウェブスター原作） 1977
11. 『椿姫』（峯岸ひろみ画、デュマ・フィス原作） 1977
12. 『にんじん』（岡田和画、ルナール原作） 1977
13. 『続 若草物語』（北島洋子画、オルコット原作） 1977
14. 『愛の妖精』（三鈴緑画、G・サンド原作） 1977
15. 『デビッドの青春』（宮下さゆり画、ディケンズ原作） 1977
16. 『罪と罰』（峯岸ひろみ画、ドストエフスキー原作） 1977
17. 『母の悲曲』（佐川節子画、ブローチー原作） 1977
18. 『小公子』（小室しげ子画、バーネット原作） 1977
19. 『ひみつの花園』（城章子画、バーネット原作） 1978
20. 『愛の贈りもの - O・ヘンリー短編集』（水野英子画、O・ヘンリー原作） 1978
21. 『リア王』（峯岸ひろみ画、シェイクスピア原作） 1978
22. 『美しいポリー』（岡田和画、オルコット原作） 1978
23. 『ロミオとジュリエット』（いずみ洋子画、シェイクスピア原作） 1978
24. 『ポンペイ最後の日』（きさらぎ亜衣画、リットン原作） 1978
25. 『女の一生』（北島洋子画、モーパッサン原作） 1978
26. 『リラの花咲く家』（金子早苗画、オルコット原作） 1978
27. 『あらしの中の兄妹』（岡田和画、エッシェンバッハ原作） 1978
28. 『愛の一家』（まどかまこ画、ザッパー原作） 1979